# أيدان هارتلي
أيدان هارتلي (بالإنجليزية: Aidan Hartley)‏ هو صحفي كيني، ولد في 1965 في نيروبي في كينيا.